# Нортленд (тауншип, округ Полк, Миннесота)
Нортленд (англ. Northland) — тауншип в округе Полк, Миннесота, США. На 2000 год его население составило 196 человек.

## География
По данным Бюро переписи населения США площадь тауншипа составляет 93,6 км², из которых 93,6 км² занимает суша, водоёмов нет.

## Демография
По данным переписи населения 2000 года здесь находились 196 человек, 69 домохозяйств и 58 семей.  Плотность населения —  2,1 чел./км².  На территории тауншипа расположено 76 построек со средней плотностью 0,8 построек на один квадратный километр. Расовый состав населения: 99,49 % белых и 0,51 % приходится на две или более других рас. Испанцы или латиноамериканцы любой расы составляли 0,51 % от популяции тауншипа.
Из 69 домохозяйств в 37,7 % воспитывались дети до 18 лет, в 71,0 % проживали супружеские пары, в 10,1 % проживали незамужние женщины и в 15,9 % домохозяйств проживали несемейные люди. 15,9 % домохозяйств состояли из одного человека, при том 11,6 % из — одиноких пожилых людей старше 65 лет. Средний размер домохозяйства — 2,84, а семьи — 3,19 человека.
27,0 % населения — младше 18 лет, 8,7 % — в возрасте от 18 до 24 лет, 22,4 % — от 25 до 44, 21,9 % — от 45 до 64, и 19,9 % — старше 65 лет. Средний возраст — 40 лет. На каждые 100 женщин приходилось 106,3 мужчин.  На каждые 100 женщин старше 18 приходилось 110,3 мужчин.
Средний годовой доход домохозяйства составлял 38 333 доллара, а средний годовой доход семьи —  42 500 долларов. Средний доход мужчин —  36 500  долларов, в то время как у женщин — 21 563. Доход на душу населения составил 18 614 долларов. За чертой бедности находились 11,1 % семей и 10,8 % всего населения тауншипа, из которых 12,5 % младше 18 лет.